# Spöktåg

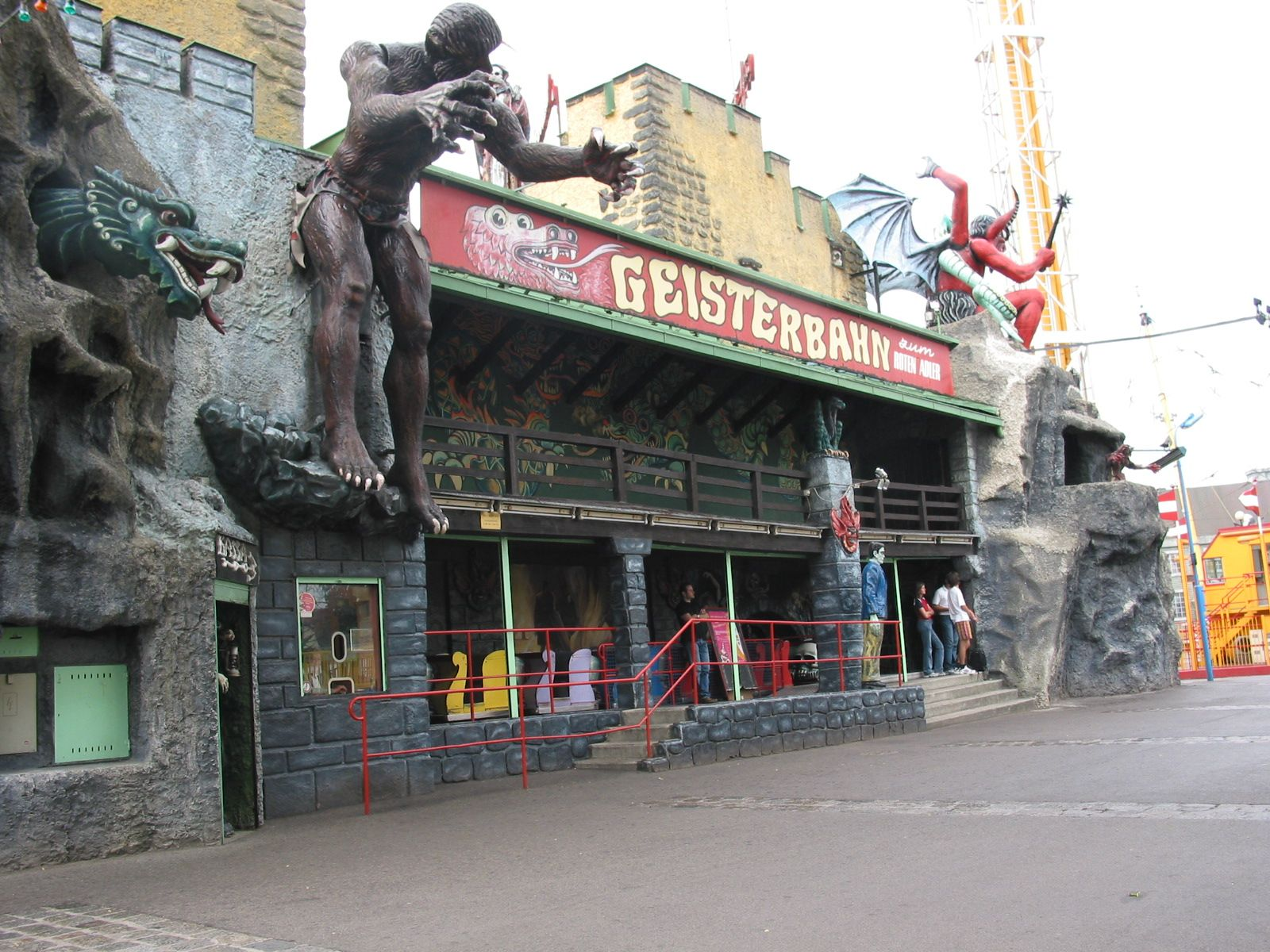
En typisk entré till ett spöktåg, här ifrån tivolit i Prater.

Ett spöktåg är en typ av åkattraktion som är vanliga i nöjesparker. Attraktionen består av ett tåg där passagerarna åker i vagnar genom en mörk lokal, som är fylld med olika figurer med skräcktema, såsom spöken, skelett, zombier eller andra monster. Även ljud- och ljuseffekter förekommer för att ytterligare skrämma upp passagerarna.